# Austin 50
Der Austin 50 hp war das PKW-Spitzenmodell, das die Austin Motor Cie. in den letzten Jahren vor dem Ersten Weltkrieg fertigte. Der Wagen erschien 1910 als Nachfolger des Modells 60 hp als Tourenwagen (auf dem kurzen Fahrgestell). Im Jahr darauf wurde anstatt des Tourenwagens Pullman-Limousine (auf dem langen Fahrgestell) herausgebracht.
Der seitengesteuerte Sechszylindermotor hatte die Zylinder des Modells 18/24 hp mit 105 mm Bohrungsdurchmesser und eine Kurbelwelle mit dem gleichen Hub (127 mm) wie dieses Modell, allerdings sechs Kurbeln. Daraus resultierte ein Hubraum von 6522 cm³. 1911 wurden die Zylinder auf 111 mm aufgebohrt; die Kurbelwelle blieb. Damit ergab sich der Hubraum zu 7373 cm³.
1914 erschien das große Vierzylindermodell 30 hp als Nachfolger.